# تغییر چهره (مسابقه تلویزیونی)
تغییر چهره (انگلیسی: Face Off) یک مسابقه استعدادیابی طراحی گریم محصول شبکه سای‌فای می‌باشد. در این برنامه هر هفته شرکت کنندگان با گریم‌های فیلم علمی تخیلی و فیلم ترسناک با یکدیگر به رقابت می‌پردازند و هر هفته یک نفر به انتخاب داوران از جمع مسابقات کنار می‌روند. برنده این مسابقه صاحب ۲۵ هزار دلار وسایل حرفه ای گریم و ۱۰۰ هزار دلار آمریکا پول نقد می‌شود.این برنامه در شبکه من و تو نیز پخش می شود.